# Rinorea endotricha
Rinorea endotricha är en violväxtart som beskrevs av Noel Yvri Sandwith. Rinorea endotricha ingår i släktet Rinorea och familjen violväxter. Inga underarter finns listade i Catalogue of Life.